# Castro Caldelas
Castro Caldelas ist ein Ort und das Verwaltungszentrum einer Gemeinde (municipio) mit 1.238 Einwohnern (Stand: 2024) in der Provinz Ourense in der Autonomen Region (Comunidad Autónoma) Galicien im Nordwesten Spaniens.

## Lage und Klima
Castro Caldelas liegt etwa 43 km östlich von Ourense in einer Höhe von ca. 765 m. Das vom Atlantik geprägte Klima ist gemäßigt und nicht selten regnerisch (ca. 1192 mm/Jahr).

## Bevölkerungsentwicklung der Gemeinde
Quelle: INE-Archiv – grafische Aufarbeitung für Wikipedia
Durch Fortzug in die umliegenden Städte ist die Bevölkerung seit den 1950er Jahren stetig gesunken.

## Gemeindegliederung
Die Gemeinde Castro Caldelas de Valdeorras ist in 16 Parroquias gegliedert:
| Parroquias             | Patrozinium   | Einwohner 2024 | Fläche km² | Dichte Einw./km² | Höhe msnm | Ortskennzahl |
| ---------------------- | ------------- | -------------- | ---------- | ---------------- | --------- | ------------ |
| Alais                  | San Pedro     | 64             | 9,36       | 7                | 583       | 32023010000  |
| O Burgo                | San Pedro     | 35             | 7,30       | 5                | 785       | 32023020000  |
| Camba                  | San Xoán      | 49             | 7,60       | 6                | 703       | 32023030000  |
| Castro Caldelas        | San Sebastián | 657            | 3,22       | 204              | 832       | 32023040000  |
| Folgoso                | Santiago      | 6              | 2,50       | 2                | 833       | 32023050000  |
| Mazaira                | Santa María   | 66             | 8,16       | 8                | 916       | 32023060000  |
| Paradela               | San Vicenzo   | 26             | 2,93       | 9                | 456       | 32023070000  |
| Pedrouzos              | San Mamede    | 32             | 10,76      | 3                | 876       | 32023080000  |
| Poboeiros              | San Xoán      | 44             | 6,79       | 6                | 684       | 32023090000  |
| San Paio de Abeleda    | San Paio      | 21             | 2,29       | 9                | 409       | 32023100000  |
| Santa Tegra de Abeleda | Santa Tegra   | 29             | 1,11       | 26               | 432       | 32023120000  |
| Sas de Penelas         | San Fiz       | 69             | 2,43       | 28               | 784       | 32023130000  |
| Trabazos               | Santa Olaia   | 33             | 5,66       | 6                | 830       | 32023110000  |
| Tronceda               | Santiago      | 53             | 10,63      | 5                | 556       | 32023140000  |
| Vilamaior de Caldelas  | Santa María   | 34             | 5,86       | 6                | 770       | 32023150000  |
| Vimieiro               | San Xoán      | 4              | 1,04       | 4                | 839       | 32023160000  |

## Sehenswürdigkeiten
- Burganlage
- Klosterruine von San Paio de Abeleda
- Kirche von Santa Tegra de Abeleda
- Johanniskirche in Camba
- Marienkirche in Castro

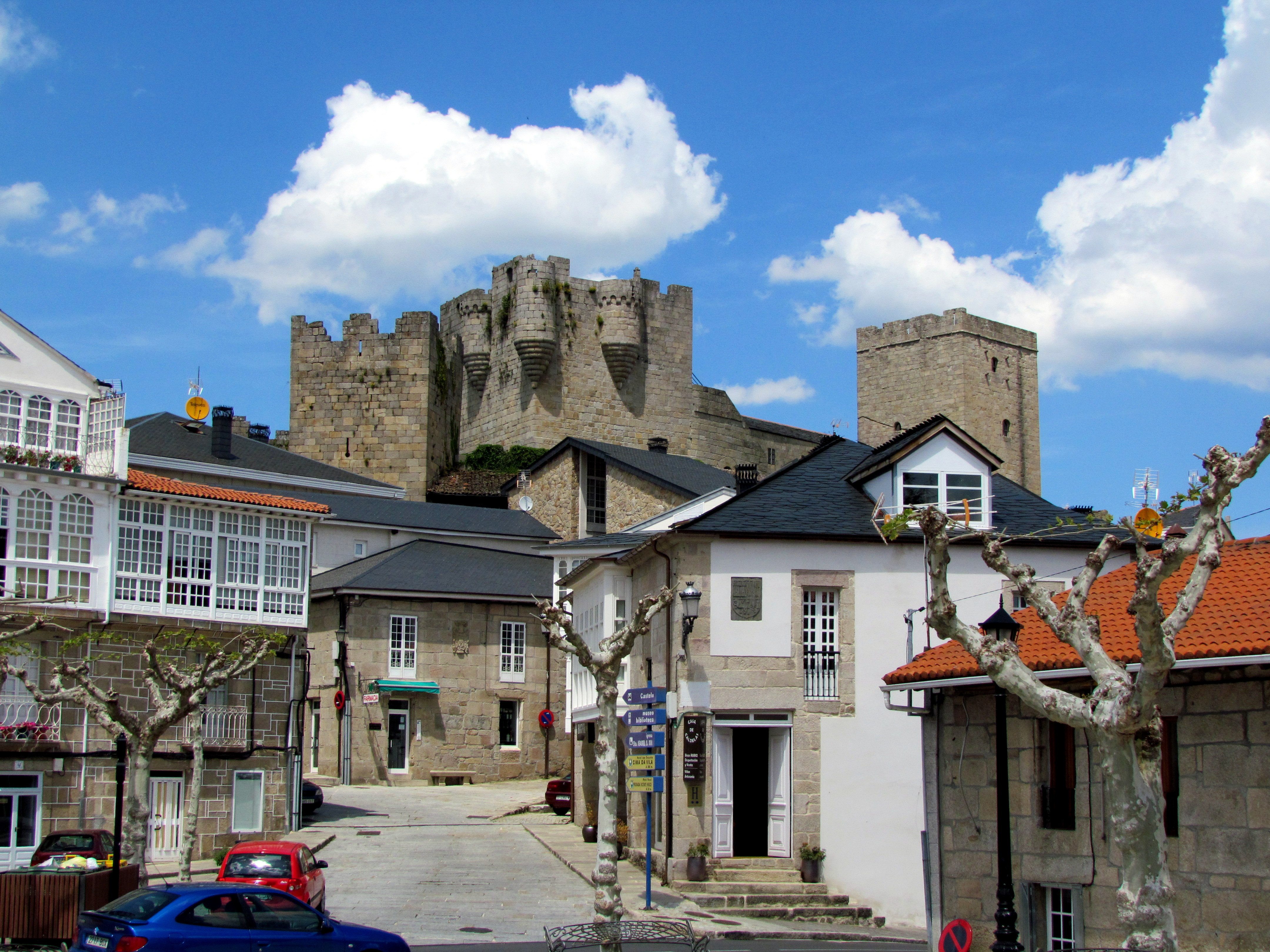
Burganlage von Castro Candelas
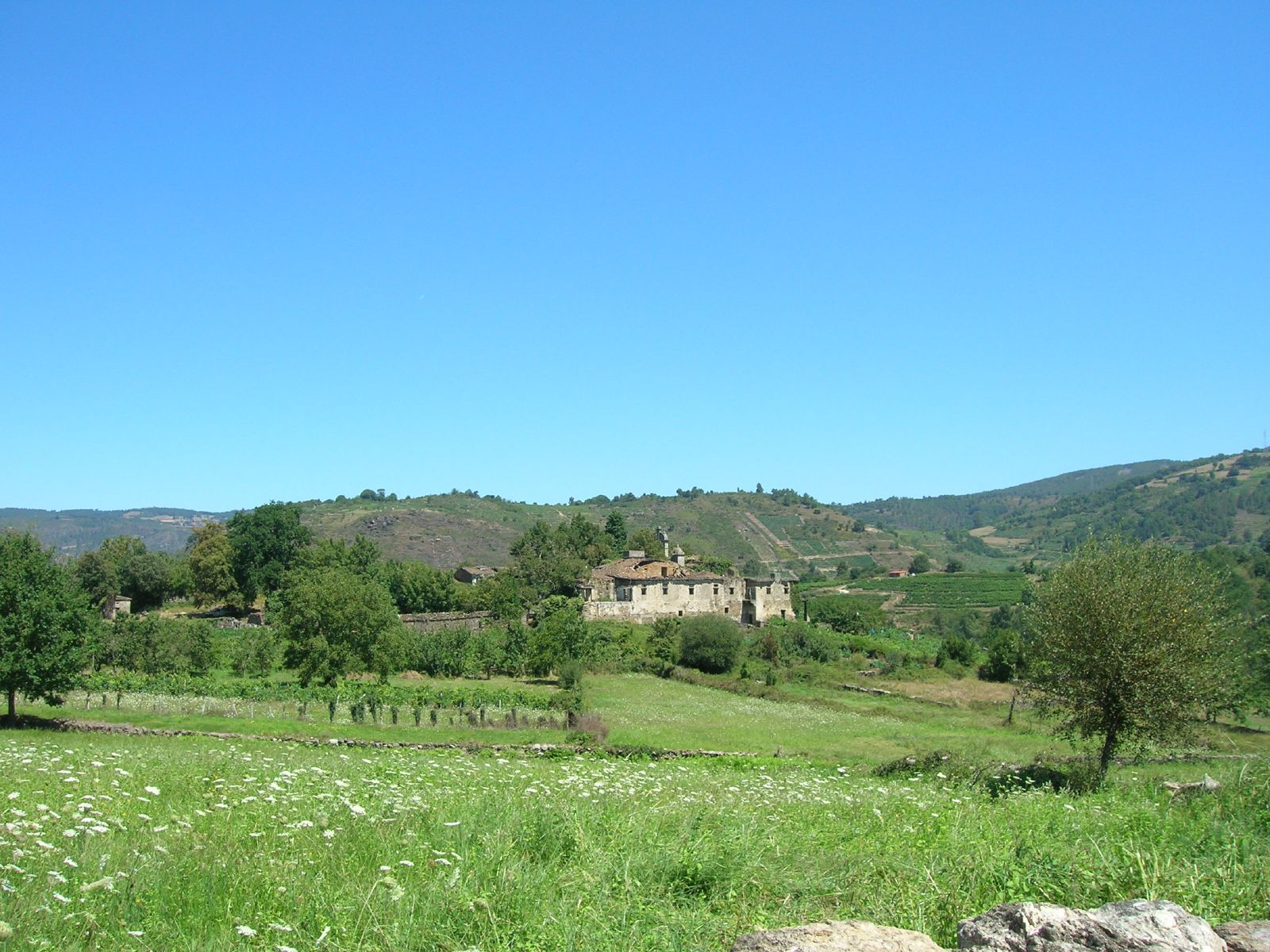
Klosterruine
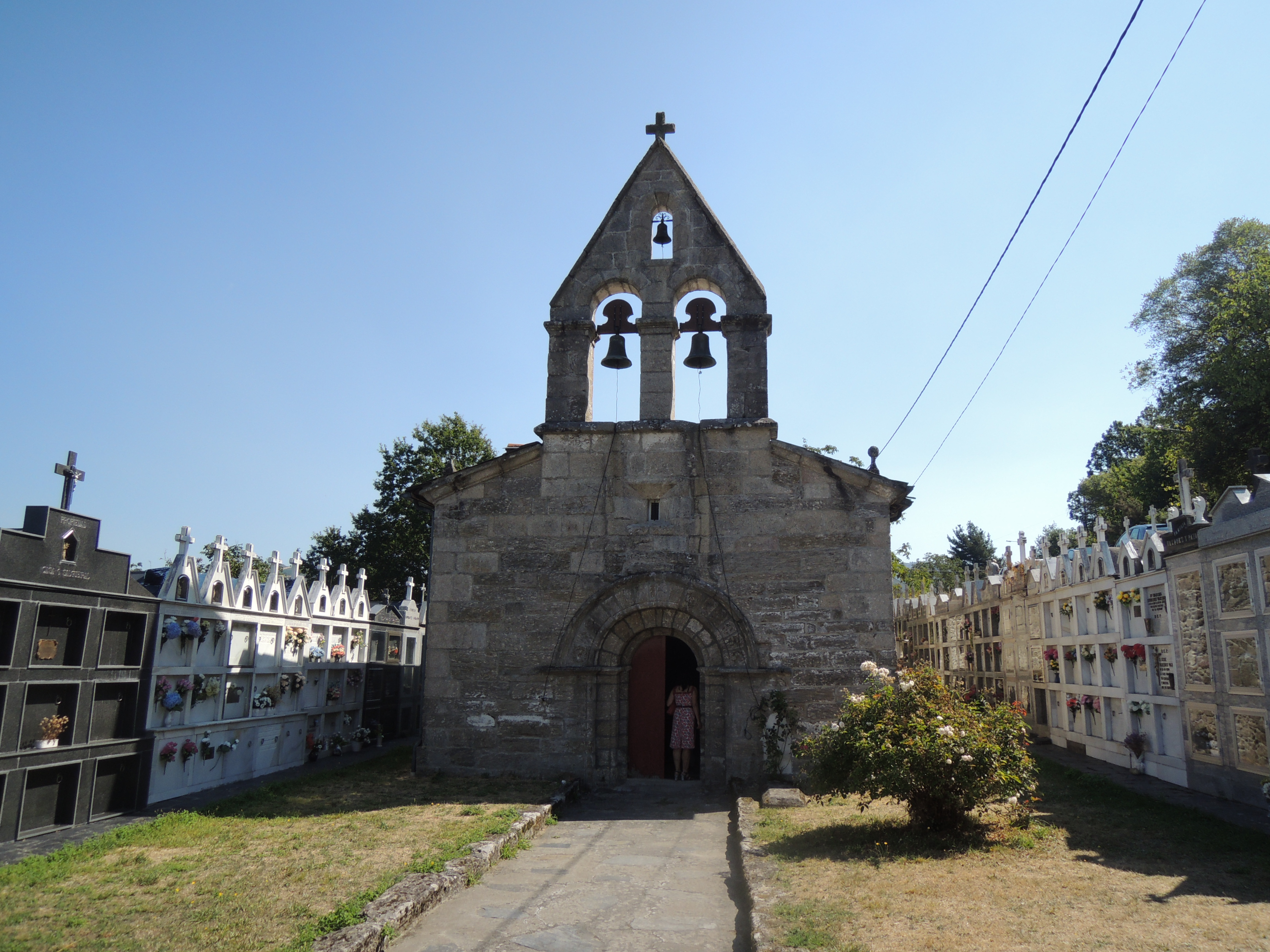
Kirche von Santa Tegra de Abeleda
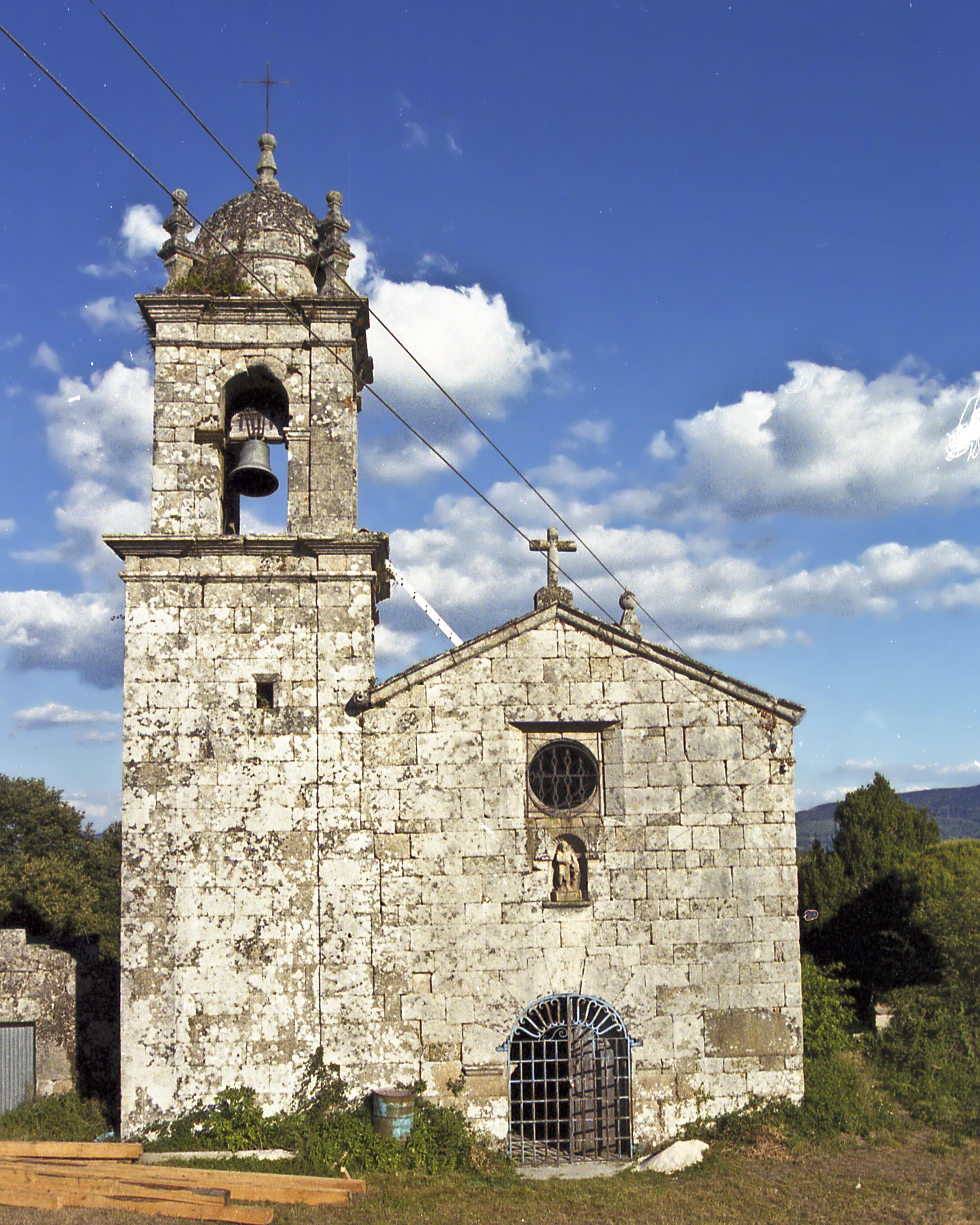
Johanniskirche
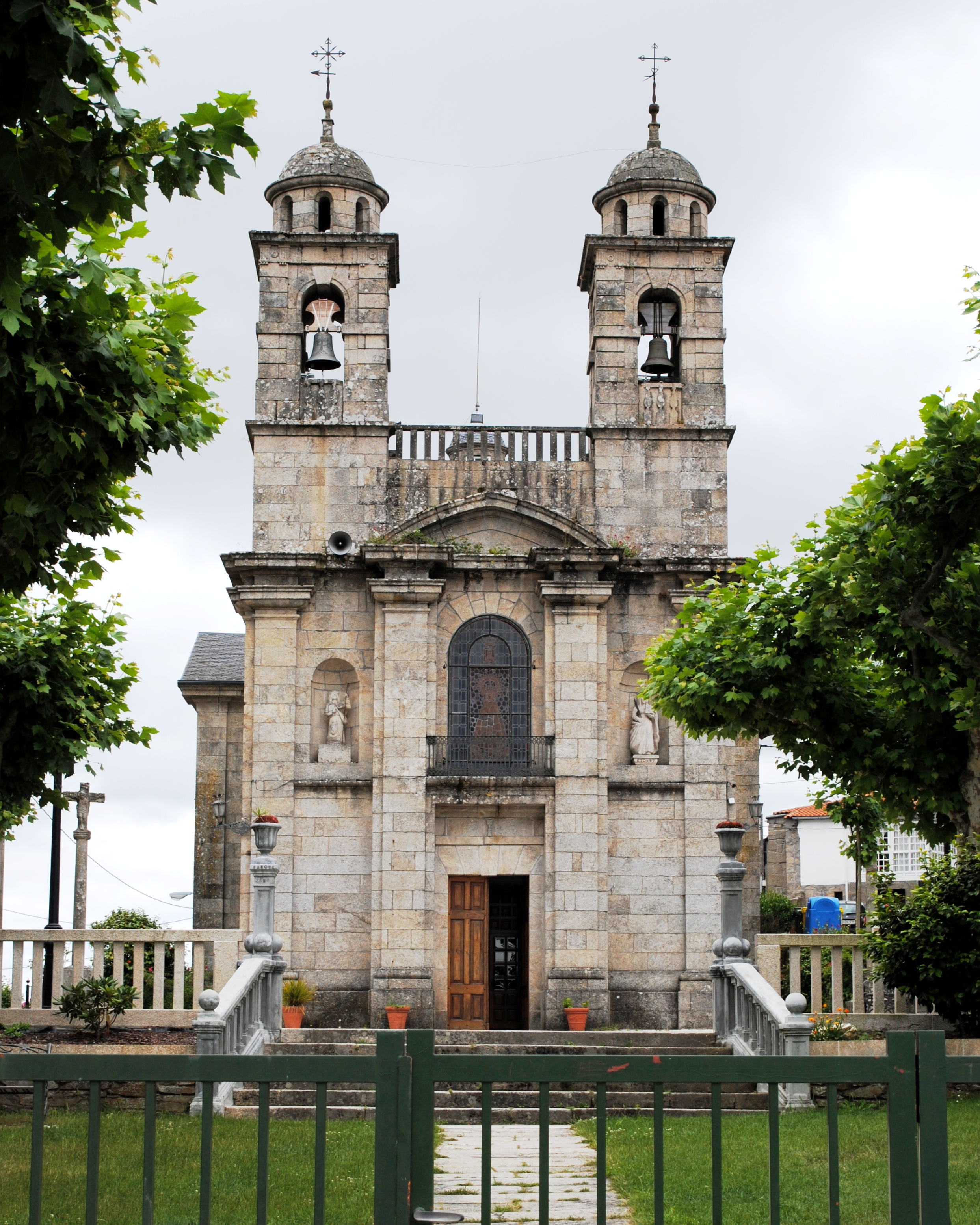
Marienkirche
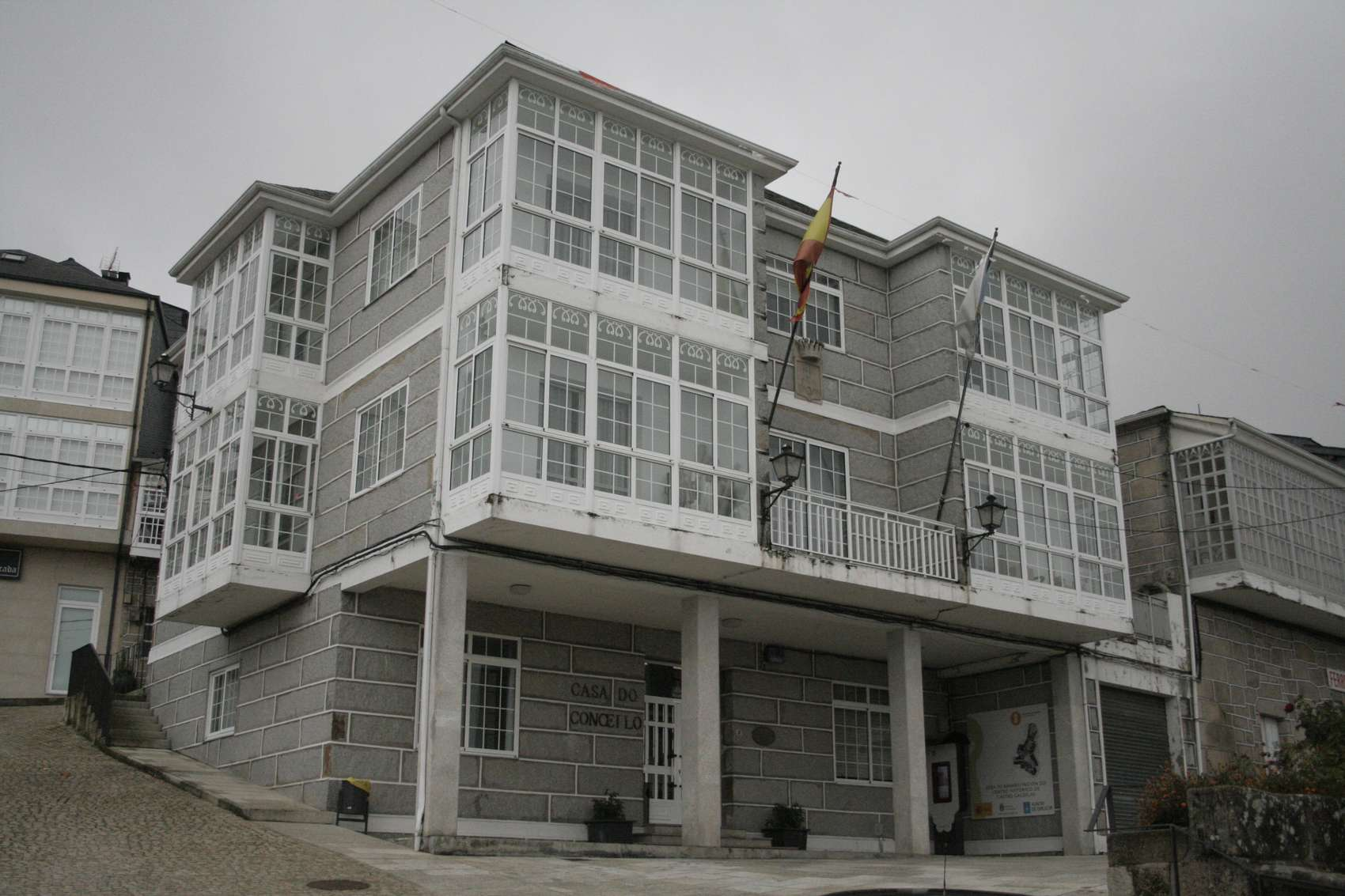
Rathaus

## Wirtschaft
| Ackerbau, Viehzucht und Fischerei                                                  | 044 | 010,53 |
| Industrie                                                                          | 055 | 013,16 |
| Bauwirtschaft                                                                      | 038 | 09,09  |
| Dienstleistungsbetriebe                                                            | 281 | 067,22 |
| Total                                                                              | 418 | 100,00 |
| * Daten aus dem Statistischen Amt für Wirtschaftliche Entwicklung in Galicien, IGE |     |        |

## Persönlichkeiten
- Manuel Casado Nieto (1912–1983), Schriftsteller und Übersetzer